# Quan Deyu
Quan Deyu (chinesisch 權德輿 / 权德舆, Pinyin Quán Déyú) (* 759; † 818) war ein chinesischer Politiker und Dichter aus der Zeit der Tang-Dynastie. Er ist in der Sammlung Dreihundert Tang-Gedichte vertreten.